# Berninelsonius
Berninelsonius là một chi bọ cánh cứng trong họ 
Elateridae.
Chi này được miêu tả khoa học năm 1970 bởi Leseigneur.

## Các loài
Chi này có các loài:
- Berninelsonius hyperboreus (Gyllenhal, 1827)